# Agul'skij rajon
L'Agul'skij rajon (in russo Агульский район?) è un distretto municipale del Daghestan, situato nel Caucaso.